# Осинчани
Осинчани (мкд. Осинчани) су насеље у Северној Македонији, у северном делу државе. Маркова Осинчани припадају општини Студеничани, која окупља јужна предграђа Града Скопља.

## Географија
Осинчани су смештени у северном делу Северне Македоније. Од најближег већег града, Скопља, насеље је удаљено 25 km јужно.
Насеље Осинчани је у оквиру историјске области Торбешија, која се обухвата јужни обод Скопског поља. Насеље је смештено на северним висовима планине Караџице. Надморска висина насеља је приближно 650 метара.
Месна клима је континентална.

## Становништво
Маркова Сушица је према последњем попису из 2002. године имала 1 становника.
Претежно становништво у насељу су етнички Македонци (100%).
Већинска вероисповест је православље.